# یواس‌اس کرلو (آی‌دی-۱۳۲۵)
یواس‌اس کرلو (آی‌دی-۱۳۲۵) (به انگلیسی: USS Kerlew (ID-1325)) یک کشتی بود که طول آن ۳۳۶ فوت ۶ اینچ (۱۰۲٫۵۷ متر) بود. این کشتی در سال ۱۹۰۶ ساخته شد.